# Bibio labradorensis
Bibio labradorensis är en tvåvingeart som beskrevs av Johnson 1929. Bibio labradorensis ingår i släktet Bibio och familjen hårmyggor. Inga underarter finns listade i Catalogue of Life.